# Automático (canción)
«Automático» (estilizado en mayúsculas) es una canción interpretada por la cantante argentina María Becerra, escrita por ella y producida por Nico Cotton. Fue lanzada el 8 de septiembre de 2022 a través de 300 Entertainment, como segundo sencillo de su segundo álbum de estudio, La nena de Argentina. La canción de reggaeton, fusionada con ritmos dembow con un tintes de synth pop, está inspirada en los pioneros del género, como, Daddy Yankee.
Su videoclip, dirigido por Julián Levy, fue publicado en simultáneo con la canción y se desarrolla en una locación un taller de autos y su temática se centra en la adrenalina de la velocidad. Tuvo una recepción positiva por su estilo artístico y, a su vez, fue comparado por su estilo a Fast & Furious.

## Antecedentes y lanzamiento
En julio de 2022, Becerra sorprendió a sus fanes mediante una transmisión en directo por Instagram Live. Mientras se maquillaba, la cantante interactuó con sus seguidores y filtró parte su nueva canción, «Automático». En el breve adelanto, se pudo oír un sonido de un auto antes de que la voz de Becerra entre sobre la base de reggaetón, la cual definió como un «reggaetón de la vieja escuela». Allí aseguró que la misma sería lanzada en septiembre del mismo año. El 10 de agosto de 2022, durante una presentación online en la segunda edición de "Suena en TikTok", interpretó varias de sus canciones y adelantó a capella un fragmento breve de la canción.
Finalmente, el 5 de septiembre de 2022, Becerra anunció a través de sus redes sociales que sería lanzada como segundo sencillo de su próximo álbum el 8 de ese mismo mes. Con ello, también reveló la portada del sencillo, en la que se muestra a Becerra parada frente un auto en llamas mientras viste un conjunto de vinilo rojo ajustado al cuerpo formado por una campera corta y un pantalón. Y lleva una peluca carré despeinada y dos trenzas largas.

## Composición
«Automático» fue compuesta por la misma artista y la producción estuvo a cargo de Nico Cotton. De acuerdo con Becerra, la melodía de la canción fue creada por ella misma y nació, luego de salir del supermercado hacia el estacionamiento, donde compuso el estribillo. En relación con el proceso de composición, mencionó a la revista Billboard que para la misma se inspiró en los pioneros del reggaetón para darle vida a esta melodía. Y a su vez, mediante un comunicado de prensa, declaró que quiso darle el toque moderno que marca su estilo propio, con la sensualidad y la fuerte personalidad que la caracteriza. En una entrevista para Billboard Argentina, Becerra explicó más detalladamente su trabajo:

Fue un gran trabajo de parte de todos, pusimos mucha voluntad, ganas y amor en el proyecto, lógicamente al ser un proyecto grande hubo algunas frustraciones y momentos en que no todo salía como esperábamos, pero lo bueno está en poder resolverlos y salir exitosos de esas situaciones, estamos muy felices por este gran trabajo.

Por otro lado, cuando se le preguntó qué invitado especial cree que sería el remix de los sueños, Becerra simplemente dijo Daddy Yankee. «Ojalá suceda antes de que se retire», expresó durante el Live With Billboard Latin.

## Recepción

### Comentarios de la crítica
Alba Navarro de Los 40 dijo que «esta puede llegar a ser una de las mejores canciones que ha lanzado hasta el momento» y lo describió como «un tema lleno de ritmo, con una letra pegadiza». Jessica Roiz de Billboard expresó que es «una pista conceptual que se enfoca en volverse loco dentro de un automóvil». Felipe Maia de Remezcla escribió «María Becerra parece destinada a reclamar la corona del reggaetón en América del Sur» y describió a la canción como «un sencillo listo para usar con potentes motores y una actitud descarada en la letra». Por otra lado, Jordi Bardají de Jenesaispop escribió que «los recientes sencillos de Becerra no pueden estar más pensados para las discotecas»; además expresó «que ninguno de estos singles muestra precisamente una imaginación desbordante, más bien al contrario, no logran diferenciarse demasiado de la masa reggaetonera».
Por otro lado, luego del lanzamiento del video musical, el director ejecutivo de la Agencia Nacional de Seguridad Vial Argentina, Pablo Martínez Carignano, criticó públicamente a la cantante por la letra de la canción; particularmente por las frases «A 150 aunque no haya prisa» y «Que no cunda el panic, que esta noche no se termina. Y si es necesario, lo estacionamos en la banquina» que, según la interpretación del funcionario, incentiva a los jóvenes a infringir las leyes de tránsito.
| Publicación | Reconocimiento                    | Posición | Ref.   |
| ----------- | --------------------------------- | -------- | ------ |
| Gente       | Las 10 mejores canciones de 2022  | 8        | [ 16 ] |
| Infobae     | Las 100 mejores canciones de 2022 | 35       | [ 17 ] |

### Desempeño comercial
Tras cuatro días después de su estreno, la canción debutó en la posición número seis en la lista de los Top 10 Song Debuts Global de Spotify. En Argentina, debutó en el quinto puesto del conteo Billboard Argentina Hot 100 durante la semana del 25 de septiembre de 2022. En su segunda semana, ascendió a la cuarta posición de la lista.
En España debutó en la lista de sencillos del país en el puesto número 90 y, luego de dos semanas, reingresó a la lista ocupando la octogésima primera posición. En su octava semana en la lista protagonizó el mayor incremento en unidades absolutas de dicha semana, subiendo del 61 al 33.

## Premios y nominaciones
| Año  | Premiación                    | Categoría                         | Resultado | Ref.   |
| ---- | ----------------------------- | --------------------------------- | --------- | ------ |
| 2022 | Buenos Aires Music Video Fest | VFX (Argentina)                   | Nominada  | [ 23 ] |
| 2022 | Premios Quiero                | Mejor video artista femenino      | Nominada  | [ 24 ] |
| 2022 | Premios Quiero                | Video del año                     | Nominada  | [ 24 ] |
| 2023 | Premios Grammy Latinos        | Mejor interpretación de reggaetón | Nominada  | [ 25 ] |
| 2023 | Premios Grammy Latinos        | Mejor canción de música urbana    | Nominada  | [ 25 ] |

## Vídeo musical

### Producción y trama
El videoclip de «Automático» fue lanzado simultáneamente con la canción, el 8 de septiembre de 2022. El mismo fue dirigido por Julián Levy y rodado en Argentina. Las grabaciones se realizaron un mes antes, y la misma tuvo una duración de tres días, los primeros dos con 17 horas de rodaje, y el último, circundó de un poco más de 15 horas. Su trama se desarrolla en una locación de un taller de autos y su temática se centra en la adrenalina de la velocidad. El video comienza con la llegada de una mujer extraña tatuada en la cara al taller mecánico de Becerra, quién parece buscar algo a cambio de la pieza de un motor. Mientras la artista observa la disputa entre la visitante y una de sus protegidas, las cuales se desafían con sus autos. Con una coreografía sexy, el video muestra a Becerra presenciando la carrera de autos, antes de realizar una coreografía con su equipo de mecánicos. Finalmente, el clip termina con los dos autos de carrera chocando y con sus conductoras participando en una sesión de besos.

### Recepción pública y crítica
En términos generales, tuvo una buena recepción por parte del público y la crítica. Jessica Roiz de Billboard lo definió como «un video musical de última generación». Tomás Mier de Rolling Stone lo describió como «un video musical con codificación queer, estilo Fast & Furious». Por su parte, la cadena Telemundo escribió: «como acostumbra María Becerra, impone looks únicos, sin perder el toque clásico que la caracteriza, incluyendo la adrenalina de la velocidad y los autos y su parte más atrevida».

## Interpretaciones en directo
El 3 de septiembre de 2022, Becerra interpretó la canción completa por primera vez como adelanto exclusivo, antes del estreno mundial, durante un concierto en el festival “Personal Club Media Fest” en Paraguay, en el marco de la gira musical Animal Tour.
El 4 de noviembre de 2022, la artista interpretó la canción en la XVII edición de LOS40 Music Awards, celebrada en Madrid.

## Posicionamiento en listas

### Semanales
| País (Lista 2022)                       | Posición más alta |
| --------------------------------------- | ----------------- |
| Argentina (Monitor Latino)              | 4                 |
| Argentina Latino (Monitor Latino)       | 4                 |
| Argentina Nacional (Monitor Latino)     | 1                 |
| Argentina Hot 100 (Billboard)           | 4                 |
| Bolivia (Monitor Latino)                | 11                |
| España (Promusicae)                     | 18                |
| Spain Songs (Billboard)                 | 16                |
| México (Monitor Latino)                 | 6                 |
| Mundo (Billboard Global 200 Excl. U.S.) | 128               |
| Paraguay (SGP)                          | 78                |
| Puerto Rico (Monitor Latino)            | 18                |
| Uruguay (Monitor Latino)                | 2                 |

### Anuales
| País (Lista 2022)                 | Posición más alta |
| --------------------------------- | ----------------- |
| Argentina Latino (Monitor Latino) | 89                |
| Uruguay (Monitor Latino)          | 41                |

## Certificaciones
| País           | Organismo certificador | Certificación | Ventas certificadas | Ref.   |
| -------------- | ---------------------- | ------------- | ------------------- | ------ |
| Argentina      | CAPIF                  | 2× Platino    | 40 000              | [ 45 ] |
| Estados Unidos | RIAA                   | Platino       | 60 000              | [ 46 ] |
| España         | PROMUSICAE             | 2× Platino    | 120 000             | [ 47 ] |

## Historial de lanzamientos
| País   | Fecha                   | Formato(s)                  | Discográfica      | Ref.   |
| ------ | ----------------------- | --------------------------- | ----------------- | ------ |
| Varios | 8 de septiembre de 2022 | Descarga digital, streaming | 300 Entertainment | [ 48 ] |